# Маргарита Бранденбургская
Маргарита Бранденбургская (нем. Margareta von Brandenburg; 29 сентября 1511 — после 3 ноября 1577) — бранденбургская принцесса, в замужестве герцогиня Померанская и княгиня Ангальтская.

## Биография
Маргарита — младшая дочь курфюрста Иоахима I Бранденбургского и Елизаветы Датской, дочери короля Дании Иоганна I. 23 января 1530 года Маргарита в Берлине вышла замуж за герцога Георга I Померанского. Супруг Георг умер спустя год. 15 февраля 1534 года в Дессау Маргарита вышла замуж во второй раз — за князя Иоганна IV Ангальтского. Брак оказался несчастливым, и вскоре Маргарита бежала от мужа. Иоганн обвинил жену в супружеской неверности и в 1550 году заключил под стражу. Маргарите удалось бежать к двоюродному брату Кристиану III в Копенгаген. Некоторое время Маргарита проживала у сестры Елизаветы, которая убеждала её обезопасить себя третьим замужеством. Елизавета считала сестру ненадёжной и непостоянной и советовала своему зятю Альбрехту не принимать её у себя. Тем не менее, Альбрехт приютил Маргариту, а после смерти Альбрехта Маргариту опекал маркграф Георг Фридрих, поскольку собственные дети отказали матери в поддержке. В последние годы жизни Маргарита скиталась по Польше и Померании и якобы вступил в третий брак с простым крестьянином. Также предполагается, что Маргарита общалась со своей беременной дочерью Георгией в 1566 году и даже проживала у неё в Шлохау под чужим именем.

## Потомки
В первом браке с Георгом I Померанским родилась дочь:
- Георгия (1531—1573), замужем за графом Станиславом Латальским из Лабишина (ум. 1598)

Во втором браке с Иоганном IV Ангальт-Цербстским родились:
- Карл (1534—1564), князь Ангальт-Цербстский, женат на Анне Померанской (1531—1592), дочери Барнима IX
- Иоахим Эрнст (1536—1586), князь Ангальтский, женат на графине Агнессе Барби (1540—1569), затем на Элеоноре Вюртембергской (1552—1618)
- Мария (1538—1563), замужем за Альбрехтом X, графом Барби и Мюлингена (1534—1586)
- Бернгард VII (1540—1570), князь Ангальт-Дессау, женат на Кларе Брауншвейг-Люнебургской (1550—1598)
- Маргарита (1541—1547)
- Елизавета (1545—1574), замужем за графом Вольфгангом II Барби (1531—1615)